# Jean-Paul Marcheschi
Jean-Paul Marcheschi, nacido el 20 de marzo de 1951 en Bastia, es un escultor y pintor francés.

## Datos biográficos
A mediados de la década de 1980, cambió el pincel por la antorcha y el color por el hollín, la cera y el negro de humo, inspirándose en las técnicas pictóricas de la prehistoria. 
La Divina Comedia de Dante inspira gran parte de su trabajo. El Castillo de Plieux alberga una colección permanente de obras del pintor; también se pueden ver sus pinturas en Toulouse, en la estación de metro de Carmelitas y en el Teatro del Capitolio la obra realizada para la producción de El pájaro de fuego de Stravinsky, de 1996. También hay obras del artista en la capilla de Riom (Auvergne), en Niza (MAMAC), o en París, en la guardería de la rue des Tourelles (20 distrito).
En febrero de 2010 Jean-Paul Marcheschi presentó una exposición titulada Les Fastes, en el Museo regional de la Préhistoria, en Nemours (Seine-et-Marne, Francia)